# 이나추오역
이나추오역(일본어: 伊奈中央駅)은 일본 사이타마현 기타아다치군 이나정에 있는 사이타마 신도시 교통 이나 선의 역이다.

## 역 구조
섬식 승강장 1면 2선의 고가역이다. 우치주쿠의 방향에 개찰구가 있다. 일선 스루의 구조이지만, 우측 통행으로 입선한다.

### 승강장
| 1 | ■ 이나 선(뉴셔틀) | 우치주쿠 방면         |
| 2 | ■ 이나 선(뉴셔틀) | 마루야마・오미야 방면 |

## 역 주변
지리적으로 이나 정의 거의 "중앙"에 위치하고 있지만 도시 중심에 역이 있는 것은 아니다. 역 주변에서는 사이타마 현의 주도로 대규모 구획 정리 사업이 진행되고 있는 논밭이나 잡목림에서 급속히 주택지로 변모하고 있지만 상업 시설은 적고 한산하다. 구획 정리의 일환으로 역 동쪽에 역전 로터리가 정비되어 있다.

### 서쪽
- 특별 양호 양로원 이나노사토
- 케어 하우스・파인 피아 이나
- 이나 정 수도 과・배수장

### 동쪽
- 이나 정사무소
- 사이타마 리소나 은행 이나 지점
- 이나 정 종합 센터
- 이나 정 정수장
- 이나 정립 이나 중학교

## 역사
- 1983년 12월 22일: 영업 개시.
- 2007년 3월 18일: IC카드 Suica 공용 개시.

## 사진

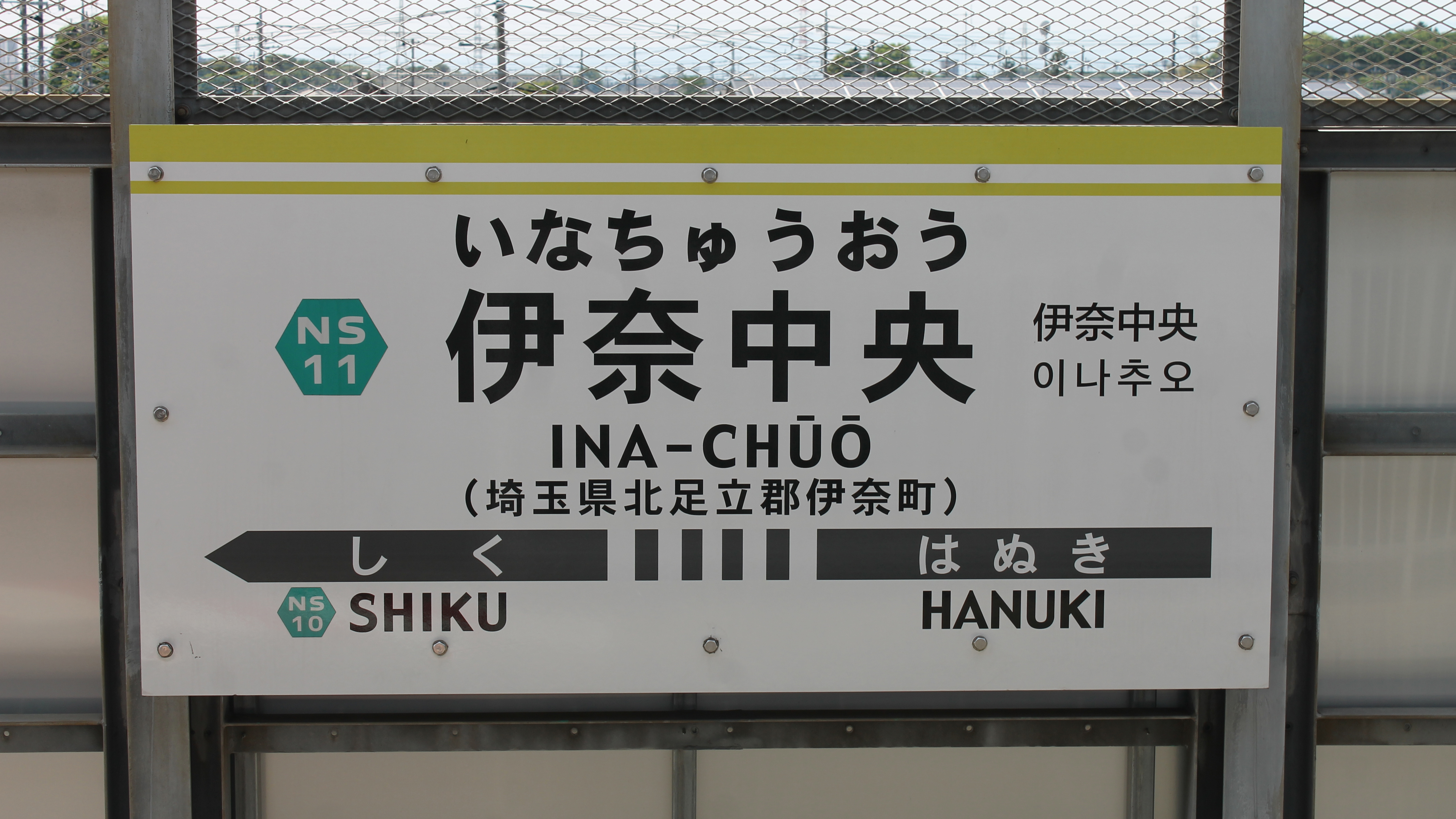
역명판

## 인접역
| 사이타마 신도시 교통 ■ 이나 선 | 사이타마 신도시 교통 ■ 이나 선 | 사이타마 신도시 교통 ■ 이나 선 |
| ------------------------------ | ------------------------------ | ------------------------------ |
| 시쿠 오미야 방면               |                                | 하누키 우치주쿠 방면           |